# Ressort ondulé
Un ressort ondulé se constitue de fil plat enroulé contenant des ondulations, ce qui lui donne un effet de ressort. Les diamètres et le nombre d’ondulations sont variables selon le type d’assemblage.

## Avantages

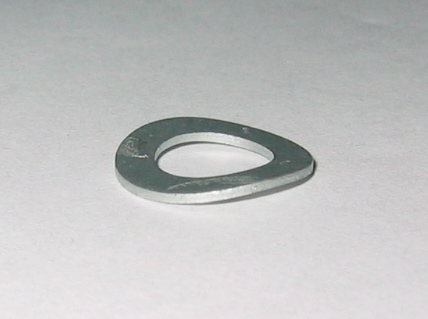
Rondelle ondulée

Les ressorts ondulés présentent les avantages suivants par rapport aux ressorts hélicoïdaux traditionnels :   
- la hauteur du ressort peut être réduite de 50%. En conséquence, la taille globale d'un assemblage devient plus petite et donc une réduction significative du poids et du coût de production d'une application peut être atteint[1] ;
- le ressort ondulé est tout aussi puissant qu’un ressort hélicoïdal, il peut supporter une charge aussi importante ;
- les rondelles assurent une surface de contact de 360˚, à la différence des ressorts ondulés traditionnels[2] ;
- un ressort ondulé prend la fonction de plusieurs rondelles ondulées empilées, conduisant à un gain de place dans le sens radial et gain de temps pour l’installation et la maintenance ;
- une plage de forces illimitée peut être créée à l'aide des facteurs de taille du fil, de la forme du fil, du nombre de tours, de la configuration des tours, du nombre d'ondulations et de la forme des ondulations[1].

Aucun outil n’est requis pour l’installation, pas de frais d’outillage. 

## Types de ressorts
Plusieurs types de ressort ondulé sont disponibles, :
- mono-tour :
  - avec espace entre les deux extrémités,
  - extrémités qui se chevauchent ;
- multi-tours :
  - extrémités avec cales,
  - extrémités simples ;
- imbriqué.

## Materiaux
- Acier au carbone
- Acier inoxydable
- Cupro-béryllium